# Lamproteucha cassiteris
Lamproteucha cassiteris är en fjärilsart som beskrevs av Edward Meyrick 1922. Lamproteucha cassiteris ingår i släktet Lamproteucha och familjen signalmalar. Inga underarter finns listade i Catalogue of Life.